# Alessandro Benetton

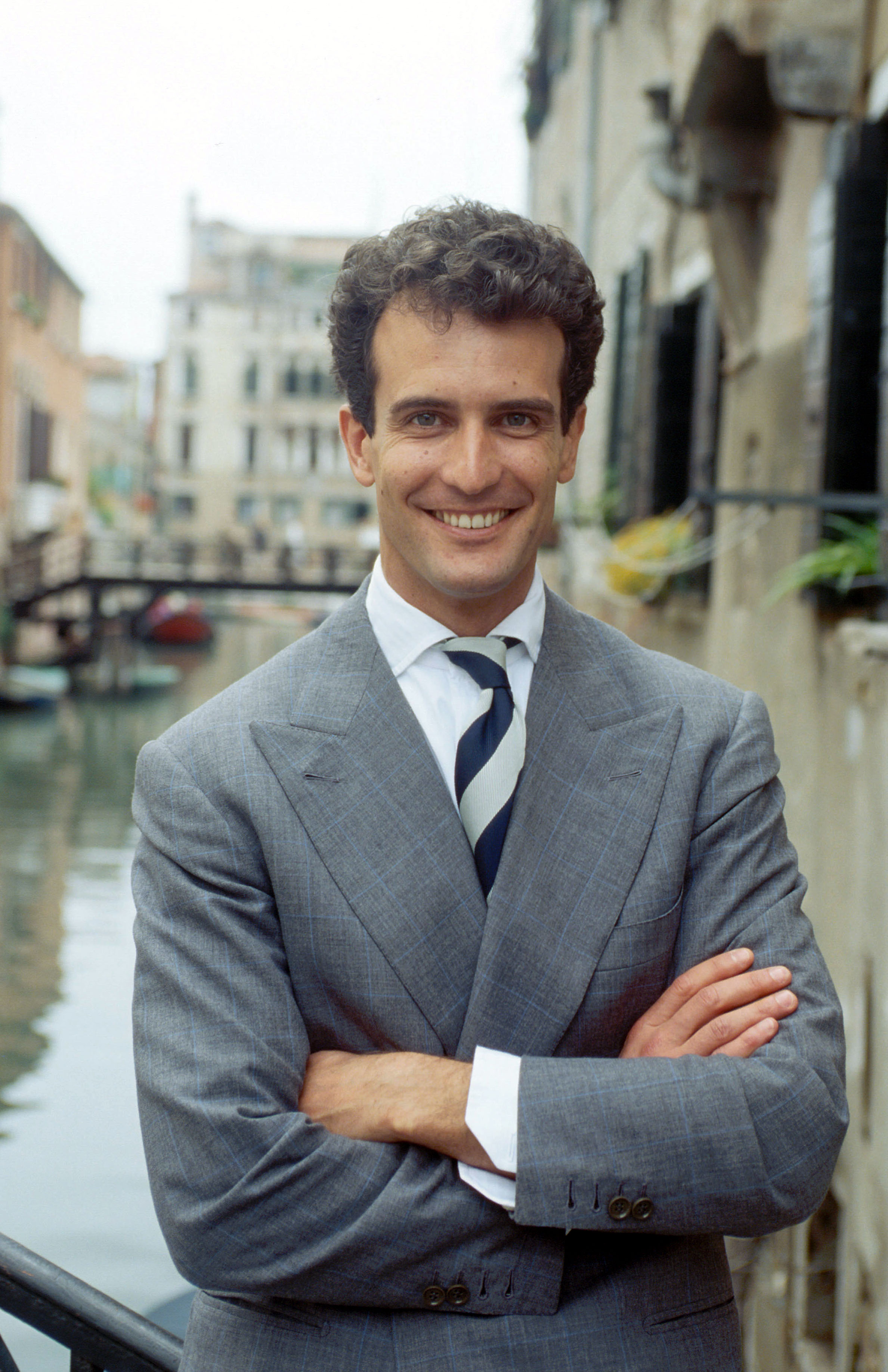
Alessandro Benetton, 1990er Jahre

Alessandro Benetton (* 2. März 1964) ist ein italienischer Unternehmer. Als Sohn Luciano Benettons war er 2012 bis 2014 Vorsitzender der Benetton Group.

## Leben
Benetton ist der Sohn von Luciano Benetton and Maria Teresa Maestri. Er erwarb 1987 den Bachelor of Science in Business Administration an der Boston University und 1991 den MBA an der Harvard-Universität.
Er begann seine berufliche Laufbahn in London bei Goldman Sachs im Bereich Global Finance. Von 1988 bis 1998 übte er das Amt eines Präsidenten von Benetton Formula aus. In diesen Zeitraum fällt der Gewinn von zwei Fahrer-Weltmeistertiteln und einem Konstrukteur-Weltmeistertitel in der Formel 1.
Er ist außerdem Präsident und Begründer von 21 Investimenti, gegründet 1992 als Akzeptbank. Invest 21, wie es seit 2018 heißt, agiert als Private-Equity-Fonds mit 1.000 Millionen Euro verwalteter Aktiva und Beteiligungen, die sich vor allem auf Frankreich und Italien konzentrieren.
Von 2012 bis 2014 wurde er von seinem Vater als Vorstand der Benetton Group eingesetzt. 2016 trat er wegen Unstimmigkeiten über die Zukunftsstrategien des Unternehmens aus dem Vorstand aus.

### Privatleben
Benetton ist seit 2000 mit Deborah Compagnoni verheiratet, mit der er drei Kinder hat.